# 外務部
外務部，中國清朝中央国家机关之一，創設於1901年，相當於今西方官制的外交部，其前身為總理各國事務衙門。不過，因為清末賠款條約事務眾多，外務部於設立初，班列各部上，置總理親王的要職。1912年，清朝滅亡後，該機構廢除，改由中華民國外交部取代。

## 沿革
雍正五年（1727年），恰克圖界約签订，清政府置办理俄事大臣（见恰克圖界約第五款），非常设职位。咸丰元年（1851年），改归理藩院。
咸丰十年（1861年）第二次鸦片战争中，清文宗逃往热河，特置专官办理抚局。同年冬，设总理各国事务衙门，由恭亲王奕訢领导；司员统称章京，置满、汉各八人；当时采用分署治事制：户部司员覈关税，理藩部司员典文移，兵部司员治台站驿递，内阁人员主机密，俱隶总办、帮办。（后来，光绪三年（1877年），改设英、法、俄、美四股。光绪九年（1883年），增设海防股。后来改设俄、德、英、法、日本五股。宣统元年（1909年），将俄、德二股合为一股，并增设秘书、机要二股。）
同治元年（1862年），总理各国事务衙门置总办四人，称“总办章京”。同年，增置额外章京，满、汉各二人（同治二年（1863年）各增六人。光绪九年（1883年）各增四人。光绪十年（1884年）各减四人。光绪二十三年（1897年）各增二人）。同治三年（1864年），设司务厅，置司务二人。
光绪二十七年（1901年），辛丑条约签订，总理各国事务衙门更名外务部，班列各部上。外务部置总理亲王，会办尚书，兼会办左、右侍郎，各一人；总办改为左、右丞，左、右参议各一人。并置郎中以次各官，不分满、汉。（光绪三十二年（1906年）改订官制，意合满、汉，而翰林院、都察院仍依旧制）同年，增置翻译官十五人（七、八、九品各五人，分股治事）。宣统三年（1911年）新内阁成立，外务部总理、会办兼职被取消，尚书改为大臣，侍郎改为副大臣（省侍郎一缺，各部同）管部之制自此废除。

## 编制
外务部外务大臣，副大臣，各一人（特简）。
承政厅左、右丞，参议厅左、右参议，各一人（俱请简），参事四人（奏补）。
其属：司务厅司务二人（咨补）。和会、考工、榷算、庶务四司，郎中、员外郎、主事各二人（俱奏补）。

## 职能
外务大臣掌主交涉，昭布德信，保护侨人佣客，以慎邦交。副大臣贰之。
丞掌机密文移，综领众务。参议掌审议法令，参事佐之。（各部同）
- 和会司：掌使臣觐见，盟约赏赉，兼司领事更替，司员叙迁。
- 考工司：掌司铁轨、矿产、电线、船政，凡制造军火，聘用客卿，招工、游学诸事，各擅其职。
- 榷算司：掌蕃货海舶征榷贸易，综典国债、邮政，勾检本部暨出使度支。
- 庶务司：掌江海防务，疆域界址，凡传教、游历，赏恤、禁令，裁判狱讼，并按约以待。

有丞、参上行走，额外司员，七品小京官。
所辖：储材馆，提调、帮提调各一人（本部司员内遴派），文案、支应、庶务、俱派员分治其事。

## 外交官

### 编制
- 头等出使大臣（正一品。特简），参赞（正三品），通译官（正五品。俱奏补）：无定员，非常设。

- 二等出使大臣（正二品。特简），参赞官（初制四品，后改从四品。奏补）各一人。（英、俄、德、日本、奥、义、荷、比各一人。法、日、葡各一人。美、墨、秘、古各一人）
- 分馆代使二等参赞官二人（日斯巴尼亚一人。葡萄牙一人）
- 二等参赞兼总领事三人（墨西哥一人。秘鲁一人。古巴一人）
- 三等参赞八人（初制五品，后改正五品。奏补。英、法、德、俄各一人。美、日本各二人。）
- 二、三等通译官（二等从五品。三等从六品。奏补），一、二等书记官（一等从五品。二等从六品。奏补），商务委员（正五品。奏补），武随员，各使馆俱一人（但奥、义、和、比不置三等通译官、武随员）
- 分馆二等通译官、书记官俱一人。
- 总领事（从四品。奏补。）十三人（新嘉坡、澳洲、南斐洲、坎拿大各一人，隶英使。海参葳一人，隶俄使。墨西哥、古巴、金山、小吕宋、美利滨、巴拿马各一人，隶美使。横滨、朝鲜各一人，隶日本使。爪哇一人，隶和使）
- 领事（正五品。奏补。）十有四人（槟榔屿、纽丝纶、仰光、温哥埠各一人，隶英使。檀香山、嘉里约各一人，隶美使。萨摩岛一人，隶德使。神户、长崎、仁川、釜山、新义州各一人，隶日本使。泗水、巴东各一人，隶和使）
- 副领事（从五品。奏补。）二人（元山、甑南浦各一人，隶日本使）
- 外国人兼代领事者（法，马赛；义，米朗、纳婆尔士；美，波士顿、费城诸处。使臣掌国际交涉。参赞佐之。领事掌保护华侨）

- 三等出使大臣（正三品。特简），参赞臣，通译官，无定员，非常设。
- 保和会专使大臣一人（正二品。特简），陆军议员一人（武官谙西文者充之）。光绪三十三年（1908年），罢和使兼职改置。

### 沿革
- 宣统三年（1911年），置爪哇总领事，泗水、巴东领事。同年秋，置朝鲜新义州领事。

## 历任外务部尚书
1. 瞿鸿禨
2. 吕海寰
3. 袁世凯
  - 梁敦彦（署理）
4. 梁敦彦（实授）
  - 邹嘉来（署理）
  - 梁敦彦（续任）
5. 邹嘉来（实授）

| 任 次                   | 上任日期                | 離任日期                | 姓 名                   |
| 大清外務部尚書/外務大臣 | 大清外務部尚書/外務大臣 | 大清外務部尚書/外務大臣 | 大清外務部尚書/外務大臣 |
| ----------------------- | ----------------------- | ----------------------- | ----------------------- |
|                         | 1901年                  | 1901年                  | 奕劻                    |
|                         | 1901年                  | 1907年                  | 瞿鴻禨                  |
| 署理                    | 1907年                  | 1907年                  | 呂海寰                  |
|                         | 1907年                  | 1909年                  | 袁世凱                  |
|                         | 1909年                  | 1910年                  | 梁敦彥                  |
|                         | 1910年                  | 1911年                  | 鄒嘉來                  |
|                         | 1911年                  | 1912年                  | 梁敦彥                  |